# 柯尔纳规律
柯尔纳规律（英文：Köllner's Rule）是一个用于眼科和验光的一个术语，涉及到因眼部疾病引起的色觉丧失的渐进性。该规律指出，外层视网膜疾病和介质变化会导致蓝-黄色缺陷，而内层视网膜、视神经、视觉通路和视觉皮层的疾病则会导致红-绿色缺陷。  这可能与S视锥细胞和视杆细胞对缺血和氧化损伤的易感性有关，尽管由于S视锥细胞的密度较低且新陈代谢速率较高，S视锥细胞的损失更为明显。 
柯尔纳规律也存在例外，尤其是青光眼（Glaucoma），这是一种视神经疾病，通常在初始阶段与蓝黄色缺陷有关，随后出现红绿色缺陷。这种现象被认为是由于感受器介导的神经节细胞的兴奋毒性，以及主导红-绿对立的微型视网膜神经节细胞受到的影响较大，因为它们更为常见。 